# Veznik
Veznik je nepregibna besedna vrsta, ki se uporablja za izražanje prirednih razmerjih med stavki (Vstopil je ter pozdravil.) ali med deli besednih zvez (oče in sin) ter za izražanje podrednih razmerij med stavki (Rekel je, da se ne bo vrnil).  
Vezniki so priredni, če povezujejo enakovredne dele ali podredni, če so deli, ki jih povezujejo, neenakovredni. 

## Priredni vezniki
Po Pravopisu 2001 so priredni vezniki sedmeri: 
- vezalni (in; ter; pa /pogovorno/),
- stopnjevalni (ne le/samo ..., ampak/temveč/marveč tudi; ne - ne; niti - niti; tako ..., kot tudi ...),
- ločni (ali; ali - ali; bodisi - bodisi/ali; oziroma),
- protivni (a; toda; vendar; pa; ampak; temveč,ko),
- vzročni (kajti;zakaj; sicer),
- pojasnjevalni (in sicer; to je; namreč; saj) in
- posledični oz. sklepalni (torej; zato; zatorej; tako; tedaj).

## Podredni vezniki
S podrednimi vezniki tvorimo odvisnike. Poznamo naslednje odvisnike, ki jih prepoznamo po vprašalnicah:
- osebkov (Zanima me, kdaj se boš vrnil.),
- povedkov (Postal je, kar je želel.),
- predmetni (Rekel je, da je srečen.),
- prislovnodoločilni:
  - krajevni (Bil sem tam, kjer je lepo.),
  - časovni (Odšel je, ko se je zvečerilo.),
  - načinovni (Vstopil je, ne da bi potrkal.),
  - vzročni (Strah ga je bilo, ker je bil sam),
  - namerni (Povzdignil je glas, da bi opozoril nase.),
  - pogojni (Če mi boš pomagal, ti bom za vselej hvaležen.),
  - dopustni (Čeravno je zdravo živel, je že mlad zbolel.).